# Ministerium für Innere Sicherheit der Vereinigten Staaten
Das Ministerium für Innere Sicherheit der Vereinigten Staaten (auch: Heimatschutzministerium, englisch United States Department of Homeland Security, kurz DHS) ist ein im Jahr 2002 unter Eindruck der Terroranschläge am 11. September 2001 geschaffenes Ministerium der Vereinigten Staaten.

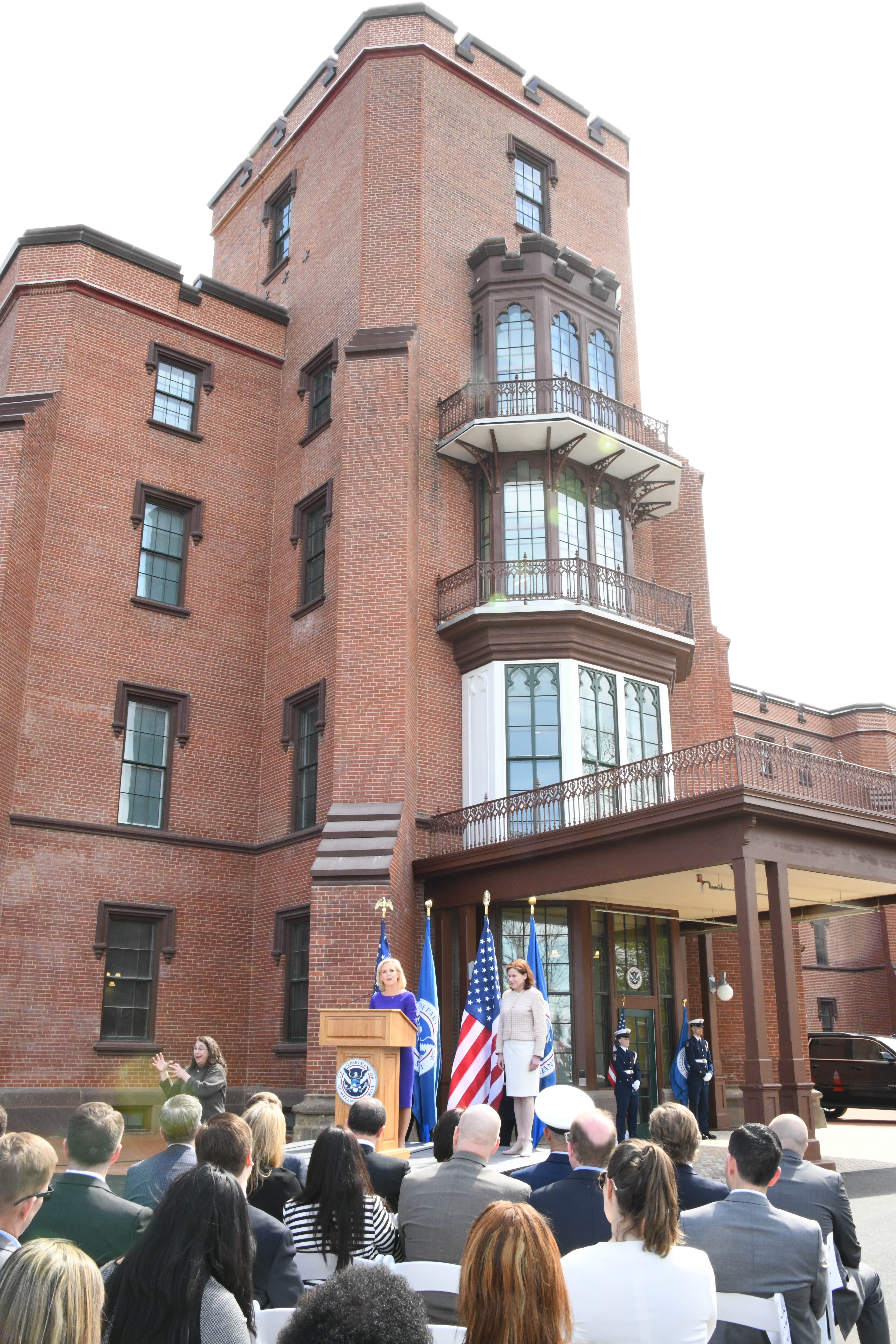
Eröffnung des neuen Hauptsitzes des Ministeriums im April 2019

Hauptaufgabe des Ministeriums mit Sitz in Washington, D.C. (Nebraska Avenue Complex) ist der Schutz der US-amerikanischen Bevölkerung und des Staatsgebietes vor terroristischen und anderen Bedrohungen. Damit ist es mit dem Innenministerium anderer Länder vergleichbar, während das Innenministerium der Vereinigten Staaten lediglich für die Verwaltung des bundeseigenen Grundvermögens (Grundstücke) wie Nationalparks verantwortlich ist.

## Geschichte

### Vorläufer-Institutionen
Das Ministerium nahm 22 bestehende Bundesbehörden in sich auf, darunter die Federal Emergency Management Agency (FEMA). Die FEMA hatte US-Präsident Jimmy Carter 1979 für nationale Notfälle gegründet. Sie wurde damals aus mehreren kleinen Agenturen zu einer Bundesbehörde zusammengefügt und zählt heute innerhalb des Ministeriums 2600 Angestellte.
Eine weitere Vorläufer-Institution war das United States Army Corps of Engineers (USACE). Es ist ein Hauptkommando der US Army für das Pionier- und Bauingenieurwesen und hat landes- und weltweite Strukturen.

### Entstehung
Das Ministerium wurde als Reaktion auf die Terroranschläge am 11. September 2001 geschaffen und ist mit über 200.000 Beschäftigten nach dem Verteidigungsministerium der Vereinigten Staaten und der Rentenorganisation die drittgrößte Bundesbehörde. In ihm wurden einige zuvor unabhängige Institutionen zusammengelegt, so zum Beispiel die Sicherheitskontrollen an den Flughäfen, die Zollbehörden, die Küstenwache und die Katastrophenschutzbehörde Federal Emergency Management Agency. Entgegen ursprünglichen Plänen wurden ihm jedoch nicht das FBI und die CIA unterstellt. Erster Minister war Tom Ridge (Oktober 2001 bis 1. Februar 2005, siehe unten).

## Organisation

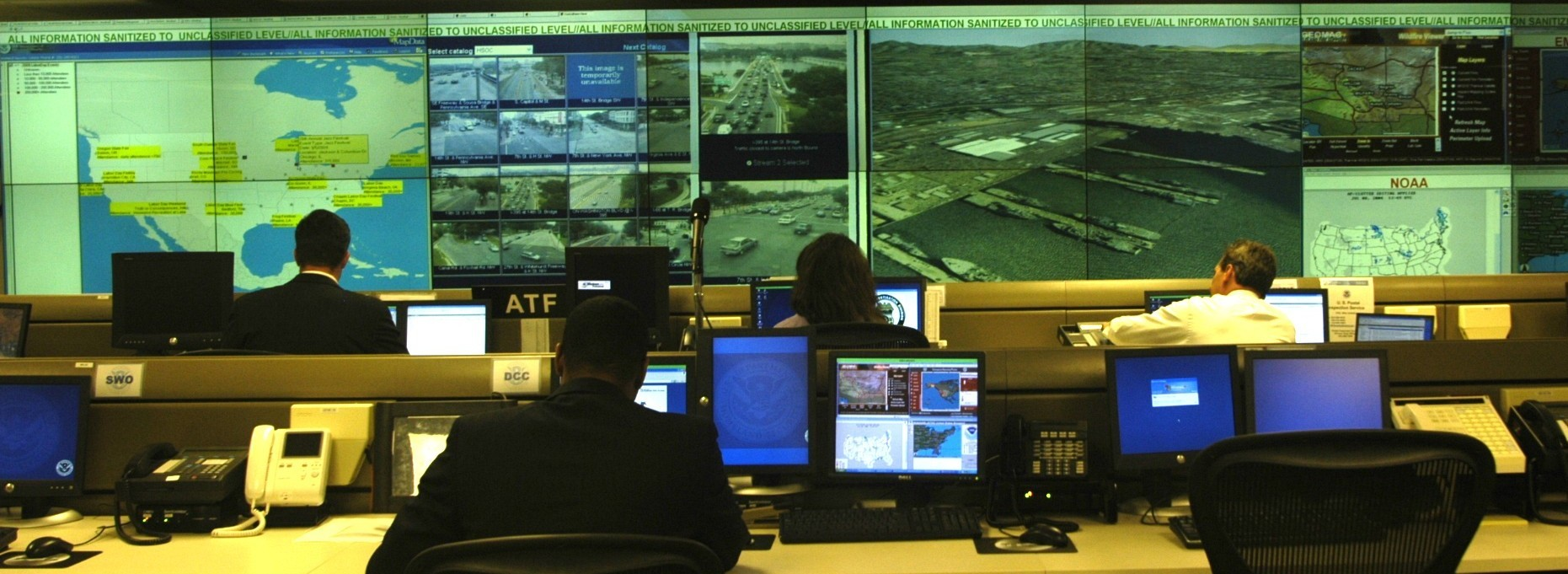
National Operations Center (NOC), Koordinierungsstelle des Ministeriums für Innere Sicherheit

Sitz der Behörde ist der Nebraska Avenue Complex. Ein weiteres Büro unterhält man im Ronald Reagan Building im Federal Triangle. Im Weißen Haus gibt es zur politischen Koordinierung den Rat für innere Sicherheit (englisch Homeland Security Council), ehemals mit John O. Brennan als Präsidentenberater für die innere Sicherheit an der Spitze. Andere bedeutende Behörden mit erheblicher Verantwortlichkeit für die innere Sicherheit sind unter anderem die Ministerien der Vereinigten Staaten für Gesundheit, Justiz und Energie.
Nach dem Verteidigungs- und dem Kriegsveteranenministerium ist das Ministerium für Innere Sicherheit das drittgrößte nach Mitarbeitern. Das Budget ist jedoch deutlich kleiner als das der beiden größten Ministerien und beträgt etwa die Hälfte des Budgets des Landwirtschaftsministeriums.

### Rechtsgrundlage
Im Mai 2007 unterzeichnete George W. Bush die National Security Presidential Directive 51 (NSPD 51), auch als Homeland Security Presidential Directive 20 (HSPD 20) bekannt, eine präsidentielle Direktive zur nationalen Sicherheit, die im Falle einer nationalen Katastrophe, eines Notfalls oder Angriffes die Fortdauer der konstitutionellen Regierungsarbeit (Enduring Constitutional Government) sicherstellen soll, indem der US-Präsident sich mit der Führung der gesamten Bundesregierung betraut, und die Kooperation zwischen der Exekutive, der Legislative, und der Judikative koordiniert.

### Aufbau

#### Unterstellte Behörden
- United States Citizenship and Immigration Services
- United States Customs and Border Protection
- United States Immigration and Customs Enforcement
- Transportation Security Administration
- United States Coast Guard (Küstenwache; durch Präsidialbeschluss oder im Falle einer Kriegserklärung durch den Kongress untersteht sie automatisch der Marine, bis der Präsident etwas anderes dekretiert)[8]
- Federal Emergency Management Agency (FEMA)
- United States Secret Service (USSS)

#### Beratende Organe
- Homeland Security Advisory Council
- National Infrastructure Advisory Council
- Homeland Security Science and Technology Advisory Committee
- Critical Infrastructure Partnership Advisory Council
- Interagency Coordinating Council on Emergency Preparedness and Individuals with Disabilities
- Task Force on New Americans

#### Einrichtungen des Ministeriums
- Domestic Nuclear Detection Office
- Federal Law Enforcement Training Center
- National Protection and Programs Directorate
  - Federal Protective Service
  - National Communications System
- Directorate for Science and Technology
  - Explosives Division
- Directorate for Management
- Office of Policy
  - Office of Immigration Statistics
- Office of Health Affairs
- Office of Intelligence and Analysis
- Office of Operations Coordination
- Office of the Secretary, beinhaltet
  - Privacy Office
  - Office for Civil Rights and Civil Liberties
  - Office of Inspector General
  - Citizenship and Immigration Services Ombudsman
  - Office of Legislative Affairs
  - Office of the General Counsel
  - Office of Public Affairs
  - Office of Counternarcotics Enforcement (CNE)
  - Office of the Executive Secretariat (ESEC)
  - Military Advisor’s Office
- National Cyber Security Center

## Federal Protective Service

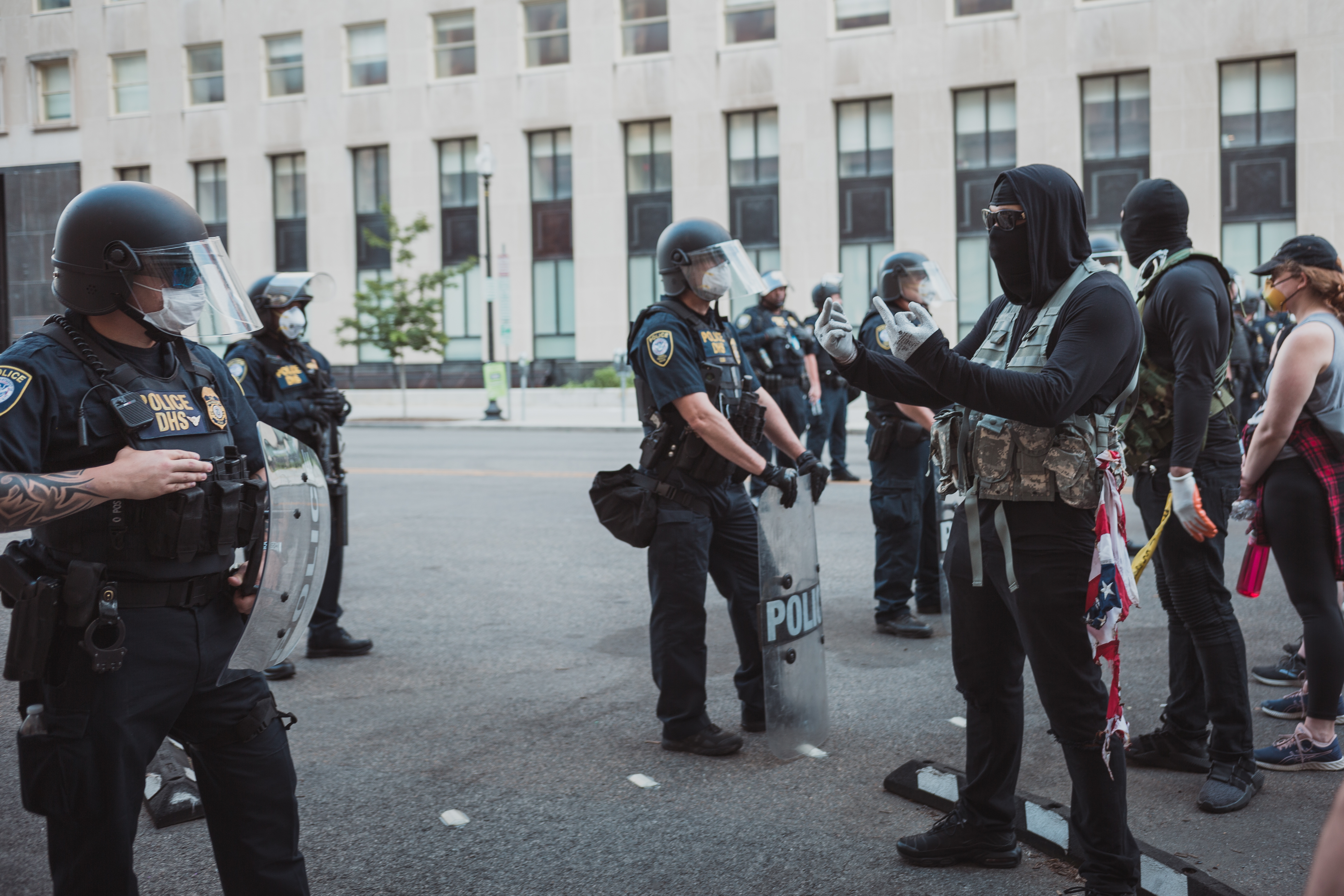
DHS FPS-Beamten bei einer Black Lives Matter Demonstration 2020 in Washington, D.C.

Der Federal Protective Service (FPS) ist die Polizeibehörde des DHS. Die Beamten des FPS sind für den Schutz der rund 9000 Bundesgebäude und deren Nutzer in allen Bundesstaaten zuständig. Die Gebäude werden meist von der General Services Administration (GSA) verwaltet.
Die FPS beschäftigt rund 900 eigene Beamten, hat aber einen Großteil seiner Schutzaufgaben an private Sicherheitsfirmen ausgelagert. Den 900 eigenen Beamten standen 2007 15.000 bewaffnete Schutzleute privater Sicherheitsfirmen (Armed Protective Security Officers, PSO) gegenüber, die FPS-Aufgaben übernahmen.
Die Polizeibehörde FPS war bis Oktober 2009 Teil der Bundesbehörde Immigration and Customs Enforcement (ICE), wurde dann aber dem National Protection and Programs Directorate zugeordnet. Die Ausbildung der Beamten erfolgt am Federal Law Enforcement Training Center (FLETC).
Bei dem Einsatz von Bundespolizeien gegen die landesweiten Anti-Diskriminierungsproteste 2019 waren die Kräfte des FPS zum Schutz der Bundesgebäude zuständig. Jedoch kamen – wie bei dem stark umstrittenen Einsatz in Portland, Oregon – auch weitere Kräfte des Heimatschutzministeriums, das ICE und Grenzschutztruppen des DHS zum Einsatz. Diese Einheiten trugen beim Einsatz im Gegensatz zu den Kräften des FPS häufig keine Zugehörigkeitskennzeichen. Der rechtliche Status ihres Einsatzes ist umstritten.

## Homeland Security Advisory System (Warnstufen)
Um seine Aufgabe zu erfüllen, Bedrohungen „vorauszusehen, zuvorzukommen und abzuwenden“, benutzte das Ministerium bis zum 27. April 2011 ein fünf Stufen umfassendes, auf Farben basierendes Homeland Security Advisory System, um die angenommene Gefahrenlage anzuzeigen: Grün, Blau, Gelb, Orange, Rot. Eine ähnliche Skala wurde schon seit den Zeiten des Kalten Krieges vom US-Militär verwendet, um den Verteidigungszustand der Streitkräfte anzuzeigen. Er wurde als DefCon bekannt.
| Threat condition | Alarmstufe               | Bedeutung                                             |
| ---------------- | ------------------------ | ----------------------------------------------------- |
| Low              | niedrige Stufe (Grün)    | sehr niedriges Risiko eines terroristischen Angriffes |
| Guarded          | vorsichtige Stufe (Blau) | niedriges Risiko eines terroristischen Angriffes      |
| Elevated         | erhöhte Stufe (Gelb)     | signifikantes Risiko eines terroristischen Angriffes  |
| High             | hohe Stufe (Orange)      | hohes Risiko eines terroristischen Angriffes          |
| Severe           | ernste Stufe (Rot)       | sehr hohes Risiko eines terroristischen Angriffes     |

Das Homeland Security Advisory System wurde unter anderem von Michael Moore in seinem Film Fahrenheit 9/11 kritisiert, weil es der Regierung durch Anhebung der Gefahrenstufe ermögliche, die Medienaufmerksamkeit auf sich und von gewissen anderen Ereignissen abzulenken. Zum Beispiel wurde beim Parteikongress der Demokraten in Boston 2004 vor den Präsidentschaftswahlen die Alarmstufe angehoben, weil „Hinweise auf Anschläge“ eingetroffen seien. Das Gleiche geschah aber nicht beim Wahlparteitag der Republikaner im selben Jahr in New York.
Ein weiterer Kritikpunkt besteht darin, dass noch nie objektive Kriterien für die Warnstufen veröffentlicht wurden. Dazu wird von Sicherheitsexperten das Warnsystem hinterfragt, weil die Warnhinweise viel zu wenig konkret sind. Die Polizeikräfte werden zwar bei einer erhöhten Alarmstufe aufgestockt, doch sie erhalten nur vage Hinweise wie „möglich sind Anschläge auf das Eisenbahnnetz“. Vom logischen Standpunkt her ist es aber „jederzeit“ möglich, dass auf Eisenbahnen Anschläge verübt werden.
Seit dem 26. April 2011 wurde das Homeland Security Advisory System durch das zweistufige National Terrorism Advisory System ersetzt. Es unterscheidet nur noch in current alerts und expired alerts.

## Liste der Minister
| # | Bild | Name                                 | Amtszeit                                | im Kabinett von |
| - | ---- | ------------------------------------ | --------------------------------------- | --------------- |
| 1 |      | Thomas Joseph Ridge                  | 24. Januar 2003 bis 1. Februar 2005     | George W. Bush  |
| - |      | James Milton Loy (kommissarisch)     | 1. Februar 2005 bis 15. Februar 2005    | George W. Bush  |
| 2 |      | Michael B. Chertoff                  | 15. Februar 2005 bis 20. Januar 2009    | George W. Bush  |
| 3 |      | Janet A. Napolitano                  | 20. Januar 2009 bis 6. September 2013   | Barack Obama    |
| - |      | Rand Beers (kommissarisch)           | 6. September 2013 bis 23. Dezember 2013 | Barack Obama    |
| 4 |      | Jeh Charles Johnson                  | 23. Dezember 2013 bis 20. Januar 2017   | Barack Obama    |
| 5 |      | John Francis Kelly                   | 20. Januar 2017 bis 31. Juli 2017       | Donald Trump    |
| - |      | Elaine Costanzo Duke (kommissarisch) | 31. Juli 2017 bis 6. Dezember 2017      | Donald Trump    |
| 6 |      | Kirstjen Nielsen                     | 6. Dezember 2017 bis 7. April 2019      | Donald Trump    |
| - |      | Kevin McAleenan (kommissarisch)      | 7. April 2019 bis Oktober 2019          | Donald Trump    |
| - |      | Chad Wolf (kommissarisch)            | 13. November 2019 bis 11. Januar 2021   | Donald Trump    |
| - |      | Peter T. Gaynor (kommissarisch)      | 11. bis 20. Januar 2021                 | Donald Trump    |
| - |      | David Pekoske (kommissarisch)        | 20. Januar 2021 bis 2. Februar 2021     | Joe Biden       |
| 7 |      | Alejandro Mayorkas                   | 2. Februar 2021 bis 20. Januar 2025     | Joe Biden       |
| - |      | Benjamine Huffman (kommissarisch)    | 20. Januar 2025 bis 25. Januar 2025     | Donald Trump    |
| 8 |      | Kristi Noem                          | seit 25. Januar 2025                    | Donald Trump    |